# Гинденбург, Макс Ефремович
Макс Ефремович Гинденбург (Максим Гинден; 12 мая 1912 г., Бобруйск — 2008 г.) — советский журналист, фронтовой корреспондент, прозаик, комментатор. Заслуженный работник культуры РСФСР (6 мая 1975 г.).
Родился в семье служащего. После школы работал на заводе им. Ленина, печатался в многотиражке завода.
До войны работал корреспондентом газеты «Комсомольская правда» в Ростове-на-Дону. Участник Великой Отечественной войны. Был ранен, печатался во фронтовой газете. Кавалер ордена Красной звезды, двух орденов Отечественной войны, награждён также медалями.
После войны работал на радио, в новостной редакции, комментатор.
Корреспондент Всесоюзного радио на известных стройках СССР.
Член Союза журналистов СССР (с 1958 г.).
Заслуженный работник культуры РСФСР (6 мая 1975 г.).
Автор рассказов, заметок.